# 澳花瀑布
24°21′9.10″N 121°44′18.40″E / 24.3525278°N 121.7384444°E
澳花瀑布位於宜蘭縣南澳鄉，和平溪下游支流澳花溪（楓溪）的中游，約在泰雅族澳花聚落北北西方向約2公里處，為宜蘭南澳一帶知名的瀑布。瀑布斜掛於凹陷山壁中，三面皆為高聳峭壁。瀑布落差47公尺，寬2~5公尺，下方形成5公尺深的瀑潭，周圍由武塔片岩之變質燧石與石英片岩所組成，瀑壁向西南傾斜45°，與地層傾向相反，屬於逆斜型的瀑布。瀑布區三面環壁，峻嶙堅壯，在眾山環伺中，有置身世外桃源之感。水勢從上直瀉，水量豐盈，聲如轟雷。
附近常有當地居民在瀑布旁烤肉、露營。

## 交通資訊
- 自行開車：北部出發者，由國道5號下蘇澳交流道後右轉馬賽路過新馬陸橋，再左轉中山路二段經蘇港路右轉蘇澳隧道走台9線蘇花改往花蓮方向，至和平後右轉台9丁線（舊蘇花公路）克尼布東路往澳花方向，過大濁水橋左轉經澳花部落至溪邊停車場。
- 大眾運輸：搭乘台鐵於和平車站下車，再轉搭計程車經澳花部落至溪邊停車場。
- 由溪邊停車場，攀爬步行蜿蜒山谷小徑約十多分鐘即可到達澳花瀑布。若由澳花聚落（上村[注 1]）步行至瀑布，行程則約半個鐘頭。通往瀑布之道路為顛簸碎石路面，且當地氣候潮濕，易造成地面濕滑，宜備妥雨鞋或溯溪鞋前往。[7]。

## 解
1. ↑  澳花村分為三部，一在和平溪左岸，稱為下村；一在楓溪左岸台地，稱為上村[7]。

## 外部連結
- 在Youtube上的澳花瀑布影音 （页面存档备份，存于）
- 在Panoramio上的澳花瀑布影像
- 在Panoramio上的澳花瀑布影像